# Joshua Lawrence Chamberlain
Joshua Lawrence Chamberlain (Brewer, Maine, 1828. szeptember 8. – Portland, Maine, 1914. február 14.), főiskolai professzor, az amerikai polgárháborúban az északiak tisztje. Formális katonai kiképzést sosem kapott. A  gettysburgi csatában tanúsított hősiességéért kongresszusi érdeméremmel tüntették ki. Ő vezényelte az északi csapatokat a  Konföderáció formális fegyverletételénél, Appomatoxnál. A háború után Maine állam republikánus kormányzója volt négy cikluson keresztül és a Bowdoin College rektora.

## Életpályája
A maine-i Brewerben született. Eredetileg katonának készült, de mivel nem töltötte el túl nagy lelkesedéssel a békeidőben való katonáskodás gondolata, inkább – eleget téve édesanyja kívánságának – teológiát tanult és misszionáriusnak akart állni.
1844-1852 között a Bowdoin College hallgatója. További három évet a Bangori Teológiai Szemináriumban tanult. 1855-ben elvette a nála három évvel idősebb Fanny Adamset. Öt gyermekük született, ebből kettő érte meg a felnőttkort.
1856-ban visszatért a Bowdoin College-ba, ahol retorikát tanított. Kilenc idegen nyelven beszélt folyékonyan.

### A polgárháború
A polgárháború kezdetén rögtön önkéntesnek akart jelentkezni. Bár a Bowdoin College kétéves európai ösztöndíjat ajánlott fel neki, de ezt ő visszautasította és beállt a 20. Maine-i Ezredbe, ahol rögtön ezredesi rendfokozatot ajánlottak fel neki, amit nem fogadott el, mondván szeretné "kicsit lejjebb kezdeni és kitanulni a mesterséget". Végül alezredesi rendfokozatban kezdte meg a szolgálatát. Ezredével részt vett a antietami, a fredericksburgi és a chancellorsville-i csatában, ahol ezredessé nevezték ki.
Legnagyobb katonai bravúrját a gettysburgi csata második napján hajtotta végre, amikor egy rendkívül bátor szuronyrohammal megvédelmezte az északiak balszárnyán a Little Round Top nevezetű magaslatot.
Egy könnyebb sebesülése és maláriája miatt hosszabb ideig betegeskedett és csak 1864 májusában tért vissza a csapatához. Petersburg ostrománál súlyosan megsebesült a csípőjén. Sebesülését az orvosok végzetesnek tartották, a maine-i újságok halálhírét is közölték. Grant a csatamezőn dandártábornokká nevezte ki (valószínűleg ez volt az egyetlen ilyen előléptetés, amit Grant adott). Sebesüléséből azonban a csodával határos módon felépült és 1864 novemberében újra szolgálatra jelentkezett. 1865 márciusában Abraham Lincoln címzetes (tiszteletbeli) vezérőrnaggyá nevezte ki.
1865. április 12-én őt jelölték ki, hogy a déli csapatok formális fegyverletételénél az északiak csapatát vezényelje Appomattoxnál. Rendkívüli tisztelettel viselkedett a vesztes féllel, ezért északról sokan kritizálták, de a déli John Gordon ezredes "az Uniós hadsereg egyik leglovagiasabb katonájának" nevezte. (Ez azért is nagy dolog, mert a déliek magukat tartották "az utolsó lovagoknak".)

### A polgárháború után
A polgárháború után visszatért Maine-be, ahol négy egymást követő egyéves ciklusra kormányzóvá választották. 1871 és 1883 között a Bowdoin College rektora. 1893-ban Becsületrenddel tüntették ki gettysburgi helytállásáért. 1914-ben halt meg Portlandben, Brunswickban temették el. A Bowdoin College közelében található lakóháza ma múzeum.
A polgárháborúban kb. 20 csatában és számtalan kisebb összecsapásban vett részt, hatszor sebesült meg, és valószínűleg ő volt az utolsó polgárháborús veterán, aki a csatában szerzett seb következményeibe, szövődményeibe halt bele, 50 évvel a polgárháború után.

### Emlékezete szépirodalomban, filmben
Joshua Lawrence Chamberlain a főhőse Michael Shaara Pulitzer-díjas regényének, a Killer Angels-nek, amelyből az 1993-as Gettysburg című monumentális film készült.

## Művei
- The Passing of the Armies
- Through Blood and Fire at Gettysburg